# Wim Sonneveld

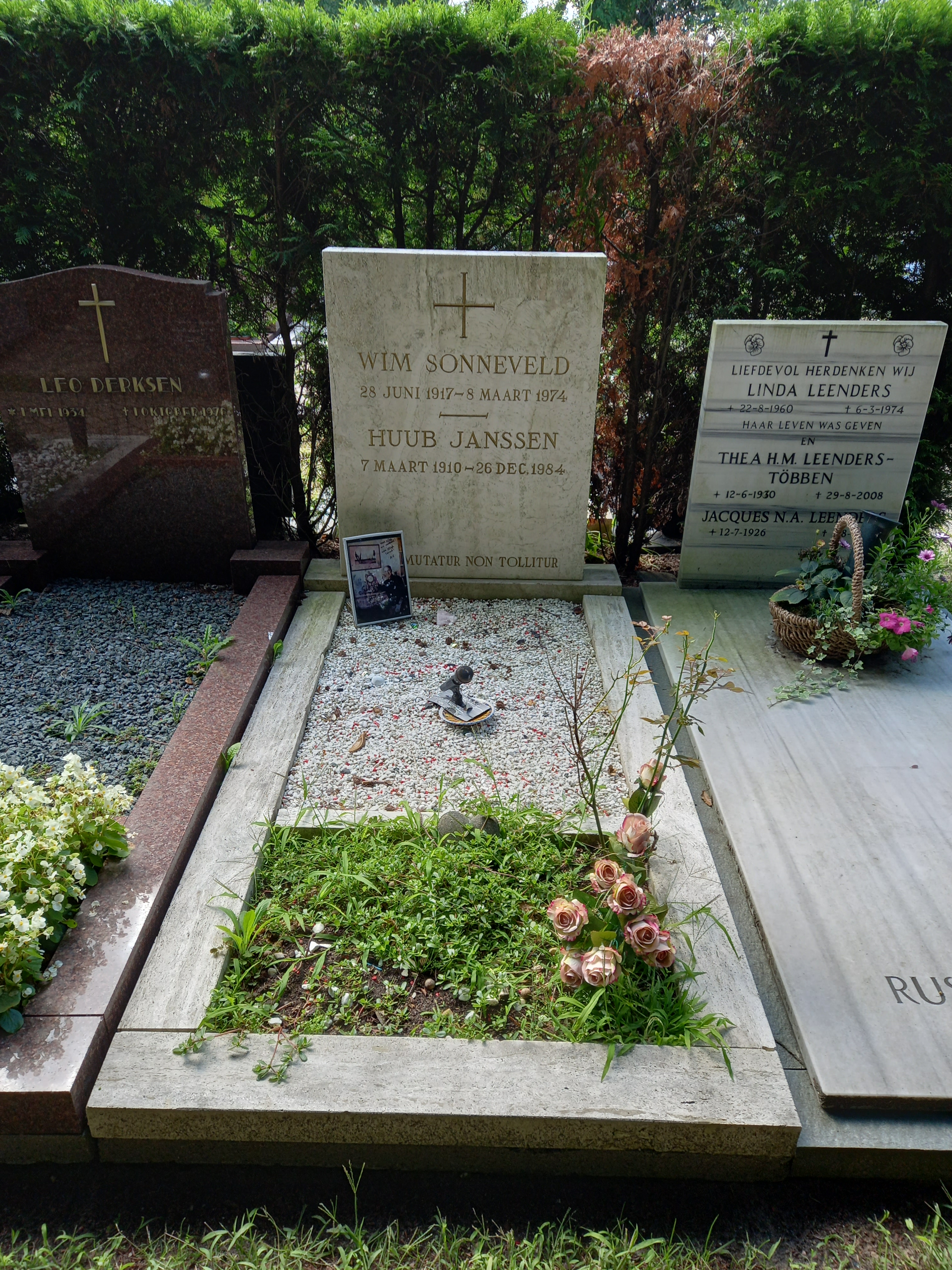
Het graf van Wim Sonneveld op Begraafplaats Buitenveldert

Willem (Wim) Sonneveld (Utrecht, 28 juni 1917 – Amsterdam, 8 maart 1974) was een Nederlands cabaretier, zanger en acteur. Hij wordt als een van de "Grote Drie van het Nederlandse cabaret" van na de Tweede Wereldoorlog beschouwd, samen met Toon Hermans en Wim Kan.

## Levensloop
Sonneveld werd geboren in Utrecht als zoon van kruidenier Gerrit Sonneveld en Geertruida van den Berg. Het gezin woonde boven de winkel in de Jan Pieterszoon Coenstraat 84. 
In 1922 verloor hij op zeer jonge leeftijd zijn moeder. Na een schooltijd waarin hij steeds de kwibus uithing, had hij een aantal weinig succesvolle baantjes.
In 1932 ging hij zingen bij de amateurzanggroep de Keep Smiling Singers, waarna hij in 1934 met Fons Goossens een duo vormde en optrad bij jubilerende verenigingen en instellingen. Later dat jaar ontmoette hij Huub Janssen, met wie hij, na een reis door Frankrijk in 1936, in Amsterdam ging wonen, eerst op de Westermarkt, later op de Prinsengracht. In datzelfde jaar werd hij secretaris-administrateur bij Louis Davids, waar hij tevens kleine rolletjes mocht spelen en chansons kon zingen. In diezelfde tijd trad hij op met zijn eigen gezelschap De Rarekiek, waar zijn vriend Huub aan meewerkte. Sonneveld zong in Frankrijk van 1937 in cabarets van Suzy Solidor en Agnes Capri.
Na de oorlogsverklaring van 1939 keerde hij naar Nederland terug, waar hij toneelrollen had en in de revue van Louis Bouwmeester jr. speelde. In 1940 trad hij op bij het Theater der Prominenten en speelde bij De Sprookjesspelers van Abraham van der Vies. Hier ontmoette hij onder andere Conny Stuart. In 1943 vormde hij zijn eigen gezelschap, waarvan onder anderen Stuart, Lia Dorana, Albert Mol, Joop Doderer, Hetty Blok en Emmy Arbous deel uitmaakten.
Zijn gezelschap, Cabaret Wim Sonneveld, bestond tot 1960. Daarna speelde Sonneveld drie jaar lang de hoofdrol van Professor Higgins in de musical My Fair Lady. Tijdens deze musical maakte hij plannen voor een solovoorstelling, die in 1964 in première ging onder de titel Een avond met Wim Sonneveld. Voor zijn muzikale prestaties ontving hij in 1963 een Edison in de categorie Cabaret tijdens het Grand Gala du Disque. In 1966 volgde Wim Sonneveld en Ina van Faassen en in 1971 Wim Sonneveld met Willem Nijholt & Corrie van Gorp. Hij kreeg vanaf die jaren ook een relatie met schrijver en kunstschilder Friso Wiegersma.
Op 20 februari 1974 kreeg Wim Sonneveld in de auto een hartaanval, waarna hij werd opgenomen in het Amsterdamse VU ziekenhuis. Na twee weken rusten ging het klaarblijkelijk beter en Sonneveld vertelde dan ook in een interview aan Henk van der Meijden dat hij weer plannen had. Zo wilde hij zijn memoires publiceren (onder de titel Sonneveld, mevrouw, dat zou verwijzen naar de tijd dat hij in de kruidenierszaak van zijn vader werkte) en een langspeelplaat maken met de titel Mijn hart, met daarop allerlei liedjes die over het hart gaan. Ook wilde hij in 1975 weer een programma gaan doen, omdat hij dan 40 jaar in het vak zou zijn. Een ander besluit dat hij nam was dat hij nooit meer een toupet op zou doen. Op 8 maart, de dag dat het interview in De Telegraaf werd gepubliceerd, overleed Wim Sonneveld op 56-jarige leeftijd aan een tweede hartaanval. Voor het publiek kwam dit als een schok, maar naasten verklaarden later dat het overlijden door hartfalen niet geheel onverwacht was. Er gaan geruchten dat de doodsoorzaak niet een hartaanval was, maar longembolie, een inschattingsfout van de behandelende artsen. Wim Sonneveld is begraven op Begraafplaats Buitenveldert te Amsterdam.

## Cabaret Wim Sonneveld
Tussen 1943 en 1960 speelde hij met zijn eigen cabaretgroep Cabaret Wim Sonneveld een groot aantal shows:
- 1943 - Alleen voor dames (teksten Hella Haasse)
- 1944 - Sprookjes
- 1944 - Opus drie
- 1945 - De bloemetjes buiten
- 1945 - Tingeltangel
- 1946 - Verre reizen
- 1946 - Tutti frutti
- 1946 - Leidscheplein
- 1947 - Vanavond om acht uur
- 1947 - 't Is maar comedie
- 1948 - 't Is historisch
- 1949 - We spelen pantomime
- 1949 - Iene-miene-mutten
- 1950 - 't Is mij een raadsel
- 1951 - Herhalingsoefeningen
- 1951 - Artiestenpension
- 1952 - Boekenfeest
- 1952 - Gastenboek
- 1952 - Het meisje met de grote voeten
- 1953 - Bloemlezing (compilatieprogramma)
- 1953 - In de winckel van Sinckel
- 1954 - Waar de blanke top der duinen
- 1955 - Huis tuin en keuken
- 1957 - À la carte
- 1959 - Rim Ram

## Willem Parel
Een beroemde creatie van Sonneveld is Willem Parel, zoon en kleinzoon van een orgeldraaier en tevens voorzitter van het En-pé-gé, het Nederlands Parel Genootschap. In het begin schreef Sonneveld zelf nog de teksten voor zijn personage, maar al snel werd dit overgenomen door Eli Asser.
Met Willem Parel beleefde hij grote successen in het VARA-radioprogramma Showboat in het begin van de jaren 50. Parel sprak meeslepend over “het orgeldraaien in het algemeen en de seksuele problemen van de orgeldraaier in het bijzonder”. Na een paar jaar kreeg Sonneveld een hekel aan zijn creatie, maar hij wist dat Willem Parel erg populair was. Van het zingen van chansons kon Sonneveld niet leven. In 1955 kreeg Willem Parel zijn eigen film onder de titel Het wonderlijke leven van Willem Parel. In de film rekent de persoon Sonneveld voorgoed af met het fictieve personage Willem Parel. Na de film heeft Sonneveld zijn personage dan ook nooit meer tevoorschijn gehaald.

## My Fair Lady
Nadat Sonneveld in Amerika de musical My Fair Lady had gezien wist hij het zeker: hij wilde deze musical naar Nederland halen. Zoals hij altijd al gedaan had, wilde hij aanvankelijk artiesten in de musical laten spelen die hij graag naast zich had. Maar Conny Stuart voelde zich te oud voor de rol van Eliza (ze was al over de 40) en de stem van Lia Dorana was te laag. Wel kreeg hij het voor elkaar dat Friso Wiegersma het decor mocht ontwerpen en zijn andere levenspartner, Huub Janssen, de vertaling mocht doen. Echter, de vertaling van Janssen werd door de producenten afgekeurd, waarna de jonge Groninger student Seth Gaaikema het mocht doen.
De musical ging in première op 1 oktober 1960 in Rotterdam en kreeg lovende recensies. De laatste voorstelling was op 30 november 1962. Sinds de première hebben meer dan 750 000 mensen de voorstelling gezien.

### Rolverdeling bij de première vanMy Fair Lady
- Henry Higgins - Wim Sonneveld
- Eliza Doolittle - Margriet de Groot
- Alfred P. Doolittle - Johan Kaart
- Kolonel Pickering - Paul Storm
- Mrs. Pearce - Mary Smithuysen
- Freddy Eynsford-Hill - Richard Prince
- Mrs. Eynsford-Hill - Joekie van der Valk
- Mrs. Higgins - Georgette Rejewski

## Een avond met Wim Sonneveld
Tijdens het spelen van de rol van Professor Higgins in de musical My Fair Lady werkte Sonneveld aan zijn eigen show. Helemaal alleen het podium op heeft hij nooit gewild, vandaar dat hij de actrice Marijke Merckens aan zijn zijde nam. In eerste instantie zou ook actrice Riek Schagen aan de show meedoen, maar haar werd tijdens repetities al de deur gewezen. In het tweede seizoen van de voorstelling werd de rol van Merckens overgenomen door Marijke Philips.
Een avond met Wim Sonneveld ging op 1 januari 1964 in Amsterdam in première en het programma werd meteen goed ontvangen. Dit kwam mede door de tekstschrijvers die voor hem werkten. Teksten zijn onder andere van Annie M.G. Schmidt, Simon Carmiggelt, Michel van der Plas en Jacques van Tol. Sonnevelds levenspartner Friso Wiegersma schreef ook een paar nummers voor de show. Nikkelen Nelis (de straatzanger), het bekendste nummer uit die show, is van zijn hand.
De muzikale leiding was in handen van Harry Bannink.

### Programma
- Goedenavond (tekst Wim Sonneveld)
- Mijn vader heeft het nooit begrepen (tekst en muziek Wim Sonneveld)
- Waar is de fim (tekst Wim Sonneveld)
- Ouder worden (tekst Simon Carmiggelt)
- Water bij de wijn (tekst Annie M.G. Schmidt)
- U hebt vitamine C nodig (tekst Wim Sonneveld)
- Zij kon het lonken niet laten (Nikkelen Nelis) (tekst Friso Wiegersma, muziek Harry Bannink)
- Kondig me aan! (tekst Wim Sonneveld)
- Zegt u maar Willem (tekst en muziek Wim Sonneveld)
- Leuk voor later (de bandrecorder) (tekst Annie M.G. Schmidt)
- Croquetten (tekst Simon Carmiggelt)
- Ome Thijs (de voetbalpool) (tekst Jacques van Tol)

na de pauze:
- Introductie/over mannen en vrouwen (tekst Wim Sonneveld)
- Annemarie (tekst Wim Sonneveld, muziek Gaby Verlor)
- Gerrit (tekst Friso Wiegersma, muziek Harry Bannink)
- De huwelijksreis (tekst Jean Sean, muziek Lionel Daunais)
- Dag man achter het loket (tekst Wim Sonneveld)
- Tearoom-tango (tekst Michel van der Plas, muziek Harry Bannink)
- De Lodewijkentijd (tekst Friso Wiegersma, muziek Wolfgang Amadeus Mozart)
- Hurken en lurven (tekst Wim Sonneveld)
- Flink zijn (tekst Annie M.G. Schmidt, muziek Irving Berlin)
- Margootje (tekst Annie M.G. Schmidt, muziek Wim Sonneveld, arr. Harry Bannink)
- Frater Venantius (tekst Michel van der Plas, muziek Harry Bannink)
- Ik zou nooit iets anders willen zijn (tekst Wim Sonneveld en Jacques van Tol, muziek Wim Sonneveld)

## Wim Sonneveld en Ina van Faassen

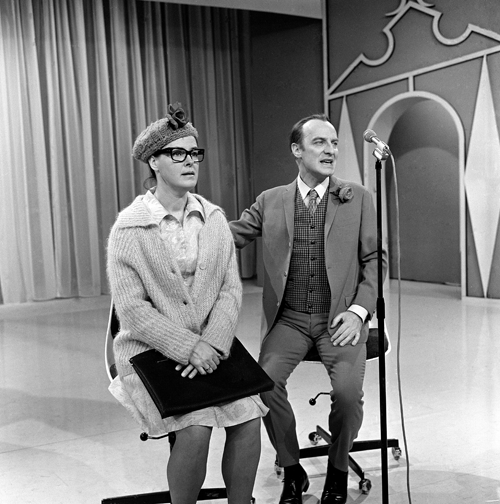
Wim Sonneveld en Ina van Faassen

Drie jaar na de première van zijn programma kwam Sonneveld met een opvolger. Om te voorkomen dat het programma te veel op zijn voorganger zou lijken, nam Sonneveld geen assistent naast zich, maar een actrice van naam, Ina van Faassen. Voor Van Faassen betekende deze voorstelling de doorbraak bij het grote publiek; voorheen speelde ze uitsluitend toneelrollen. Ook dit programma werd goed ontvangen door de pers. Sonneveld schreef veel nummers zelf, maar deed ook een beroep op tekstschrijvers als Annie M.G. Schmidt, Simon Carmiggelt, Michel van der Plas en Friso Wiegersma. Een van Sonnevelds bekendste liedjes, het door Wiegersma geschreven Het dorp, zat in deze show.

### Programma
- Wim Sonneveld en Ina van Faassen
- Wim (tekst Wim Sonneveld)
- Ina (tekst Wim Sonneveld)
- 't Is voor je bestwil (tekst Annie M.G. Schmidt, muziek Jan Blok)
- Anna stond te wachten (tekst Friso Wiegersma, muziek Wim Sonneveld)
- Toneel (tekst Wim Sonneveld)
- Moeder (tekst Friso Wiegersma, muziek Harry Bannink)
- Kijk, we zijn gelijk (duet) (tekst Guus Vleugel, muziek Harry Bannink)
- De jongens (tekst Simon Carmiggelt)
- Huwelijksadvertentie (tekst Annie M.G. Schmidt, muziek Jan Blok)
- Beppie (Want ik heb iets) (duet) (tekst Friso Wiegersma, muziek Wim Sonneveld)

na de pauze:
- Deze vrouw (tekst Friso Wiegersma, muziek Wim Sonneveld)
- Over vrouwen (tekst Simon Carmiggelt)
- Josefien (tekst Friso Wiegersma, muziek Wim Sonneveld)
- Het dorp (tekst Friso Wiegersma, muziek Jean Ferrat: La Montagne)
- Kunstmatige inseminatie (tekst Annie M.G. Schmidt)
- Donderdag de tiende (tekst Annie M.G. Schmidt)
- Ballade voor alleman (tekst Michiel v/d Plas, muziek Harry Bannink)
- Zo hoort het ook (tekst Friso Wiegersma)
- Opa (tekst Simon Carmiggelt)
- Kun je nog zingen (volksliederenminnaars) (tekst Michiel v/d Plas, muziek Harry Bannink)
  - Het kerkhof te Munster
  - Aardappelsamba
  - Schaatsenrijden
- Eten (tekst Wim Sonneveld, muziek Harry Bannink)
- Laten we lief zijn (tekst Annie M.G. Schmidt, muziek Harry Bannink)
- Ik zou nooit iets anders willen zijn (tekst Wim Sonneveld en Jacques van Tol, muziek Wim Sonneveld)

## Wim Sonneveld met Willem Nijholt & Corrie van Gorp
In wat zijn laatste theatershow zou worden, wilde Sonneveld zich verjongen. Het waren de jaren 70 en het cabaret van Freek de Jonge en Bram Vermeulen, Ivo de Wijs en Don Quishocking vierde hoogtij. Eerst durfde Sonneveld geen nieuwe show meer te maken, bang dat zijn show 'ouderwets' zou zijn, maar hij liet zich uiteindelijk toch overhalen. Voor de zekerheid nodigde hij de jongere Willem Nijholt en Corrie van Gorp uit, om aan zijn zijde op te treden. Met de keus van Nijholt en Van Gorp dacht Sonneveld zich weer een stuk jonger te voelen. Aanvankelijk leek dit ook zo voor het publiek, maar Sonneveld moest per avond drie maal een nieuw overhemd aantrekken omdat hij zo druk in de weer was. En telkens als hij even een stukje 'vrij' had in de show, lag hij in zijn kleedkamer uit te rusten op een stretcher en hij klaagde ook vaak over zijn hart. Later bleek dat deze show te veel voor hem was.
De voorstelling ging op 20 februari 1971 in het Nieuwe de la Mar Theater in Amsterdam in première. Het programma was weer voorzien van teksten van de bekende schrijvers, dus daarin was weinig verschil met andere jaren. Er waren ook twee tekstbijdragen van Jaap van de Merwe toegevoegd, waarvan een met scherpe kritiek op Latijns-Amerika, wat vreemd was in de show, aangezien Sonneveld nooit politiek cabaret maakte. De muzikale leiding was in handen van Ruud Bos.

### Programma
- Wim Sonneveld met Willem Nijholt en Corrie van Gorp
- Dit wordt een avond (tekst Wim Sonneveld)
- Oh oh oh (tekst en muziek Wim Sonneveld)
- Daar ben je mooi klaar mee (tekst Wim Sonneveld)
- Wees een clown (tekst en muziek Wim Sonneveld)
- Good evening folks
- Waar heb ik u meer gezien (tekst Wim Sonneveld)
- Niet goed bij d'r verstand (tekst Friso Wiegersma, muziek Harry Bannink)
- Vliegen (tekst Wim Sonneveld)
- Sterreclame (tekst Wim Sonneveld)
- Telefoneren (tekst Wim Sonneveld)
- Op losse schroeven (tekst Michel van der Plas/Frans Halsema, muziek Harry Bannink)
- Latijns Amerika (tekst Jaap van de Merwe, muziek Ruud Bos)
- Stalmeester (tekst Michel van der Plas)
- Een mens wil d'r wel es gelukkig zijn (tekst Michel van der Plas, muziek Harry Bannink)

na de pauze:
- Waar heb ik u meer gezien (tekst Wim Sonneveld)
- Ballade van het leven en de dood (tekst Jaap van de Merwe, muziek Ruud Bos)
- Dames die niet willen deugen (tekst Friso Wiegersma, muziek Harry Bannink)
- Een simpel liedje (tekst Friso Wiegersma)
- Ook op zondag (tekst Friso Wiegersma)
- Lieveling (tekst Friso Wiegersma, muziek Ruud Bos)
- Carolien (tekst Friso Wiegersma, muziek Ruud Bos)
- Dat wij verschillen van elkaar (tekst Jean Sean)
- De gulle lach (tekst Simon Carmiggelt)
- Introductie
- Moeder, ik wil bij de revue (tekst Friso Wiegersma, muziek Wim Sonneveld)
- De dagsluiter (tekst Michel van der Plas)
- Ik zou nooit iets anders willen zijn (tekst Wim Sonneveld en Jacques van Tol, muziek Wim Sonneveld)

## Film en televisie

### Het wonderlijke leven van Willem Parel
Nog één keer wilde Sonneveld het succesnummer van stal halen. Het medium film oefende een grote aantrekkingskracht op hem uit en met het typetje Willem Parel zag hij de mogelijkheid een film te gaan maken.
Het verhaal van Het wonderlijke leven van Willem Parel (1955) begon met de aankondiging dat Parel zou verdwijnen. Daarop kreeg Sonneveld, na een voorstelling in het Nieuwe de la Mar-theater, in de kleedkamer bezoek van Willem Parel die zich niet zomaar liet verdrijven. De rest van de film bestond uit acties van de orgeldraaier en zijn genootschap. Sonneveld liep rond als de keurige, gekwelde cabaretier en Parel had overal het hoogste woord. Hij ging verhaal halen bij het benepen bestuur van de radio-omroep - een treffende parodie op de VARA-leiding - en bracht met zijn volkse vrolijkheid opschudding teweeg bij een deftig feestje aan de Apollolaan, symbool van de bekaktheid in de jaren vijftig.
In samenwerking met de regisseur Gerard Rutten werd de rolverdeling bepaald. Hans Kaart kreeg de tweede hoofdrol. Joop Doderer en Albert Mol speelden mee als leden van het genootschap. Eigenlijk was er ook voor Conny Stuart een rol als deftige dame van de Apollolaan beschikbaar, maar zij voelde niets voor de riskante filmplannen, zodat deze rol naar hoorspelactrice Péronne Hosang ging. Ook een nog jonge Rijk de Gooyer is erin te zien.

### Amerika
In 1956 vertrok Sonneveld voor enige tijd naar Amerika om daar aan de slag te gaan als filmacteur. Hij speelde er in de televisiethriller The Pink Hippopotamus.
In 1957 speelde hij naast Fred Astaire in de film Silk Stockings als de Russische componist Peter Ilyitch Boroff en in de film Wasp End. Nota bene: Wasp End komt niet voor in de databank van IMDB.com.
Van Astaire kreeg Sonneveld een penning van Genesius van Rome, de beschermheilige van acteurs. Na de dood van Sonneveld schonk Huub Janssen deze Genesiuspenning aan Jos Brink.

### Doe es wat meneer Sonneveld
Televisieshow uit 1962
Terwijl Sonneveld bezig was met My Fair Lady wilde hij ook graag iets anders ondernemen met dezelfde mensen. Hij dacht aan een televisieshow. Sonneveld stapte naar Thijs Chanowski, een televisieregisseur die net weg was gegaan bij de AVRO. Sonneveld zei dat hij zijn cabaretprogramma weleens voor de televisie zou willen doen en of Chanowski het wilde produceren en aan een omroep naar keuze aanbieden. In de zomer van 1962, in Frankrijk, werden de eerste plannen gesmeed voor de show die Doe es wat, meneer Sonneveld zou heten. Huub Janssen speelde als tekstschrijver een voorname rol. Voor de regie werd Jason Lindsey benaderd. De meeste scènes kwamen uit eerdere cabaretprogramma's, de meeste liedjes waren nieuw. Een zwoele nacht in Krimpen aan den IJssel bijvoorbeeld, dat een vertaling is van Un clair de lune à Maubeuge. De show werd uitgezonden op 5 december 1962, vijf dagen na de allerlaatste voorstelling van My Fair Lady. Het succes was zo groot dat er werd besloten tot een herhaling in de oudejaarsnacht. Terwijl half Nederland ervan sprak, zat Sonneveld in Frankrijk.
De meeste aandacht trok Catootje, een liedje dat Sonneveld in 1954 al in het theater heeft gebracht.

#### Programma
- Doe es wat meneer Sonneveld
- Zeg boer, waar is je vrouw? (traditioneel)
- Paramaribo (Ik heb ze) (tekst Wim Sonneveld)
- Drie schuintamboers (traditioneel, Frans kinderliedje)
- Katootje (traditioneel, tekst Jean Senn, muziek Mozart)
- Blindedarmoperatie (tekst Wim Sonneveld)
- Er is hongersnood in India (tekst Wim Sonneveld)
- Zo heerlijk rustig (la chansonette) (tekst en muziek M. Philippe-Gerard, Jean Dréjac, vertaling Jean Senn)
- Luchtkastelen (tekst en muziek Louis Davids, Jacques van Tol)
- Een zwoele nacht in Krimpen aan den IJssel (Un clair de lune à Maubeuge) (tekst en muziek P. Perin, CL. Blondy, vertaling Jean Senn)
- Huis-, tuin- en keukenliedje (tekst Jean Senn, muziek Jan Blok)

### Blijf in Holland
In mei 1963 volgde de tweede televisieshow. Hoewel deze show goede kijkcijfers had overtrof hij het succes van de eerste televisieshow niet.

#### Programma
- Blijf in Holland (tekst en muziek Guus Vleugel
- De regentessen
- In 't groene dal/ Is 't waarachtig?
- De ober
- Zij was een mooie meid (tekst Friso Wiegersma)
- Come to the bollenfields
- Dora
- Mijn discotheek
- Welterusten (tekst Annie M.G. Schmidt)

### Ja zuster, nee zuster
Op eigen verzoek aan schrijfster Annie M.G. Schmidt mocht Sonneveld een gastrol spelen in de populaire televisieserie Ja zuster, nee zuster, met teksten van Schmidt en liedjes van Harry Bannink. De hoofdrollen waren voor Hetty Blok als zuster Klivia en Leen Jongewaard als Gerrit/Opa. Vanaf het begin was de serie een succes en ook alle liedjes vonden gretig aftrek op de lp's. Geen wonder dat sommige bekende Nederlanders stonden te dringen voor een gastrol in de serie.
Sonneveld speelde drie rollen in de aflevering De Pruiselaars, waarin hij te gast was. Het bekendst is zijn rol als opa Arie Pruiselaar sr. Samen met Leen Jongewaard, als opa van Gerrit, zingt hij het duet In een rijtuigie, dat uit zou groeien tot een klassieker. Andere bekende liedjes uit de aflevering zijn Op de step en De kat van ome Willem.

### Op de Hollandse Toer
In het najaar van 1973 ging Op de Hollandse toer, de laatste film van Sonneveld, in première. Sonneveld had een familiefilm voor ogen, maar het werd een complete flop. Critici boorden de film de grond in en er kwam te weinig publiek om uit de kosten te komen. Sonneveld speelde in de film reisleider Robbie, die een groep toeristen moest rondleiden in Nederland. Ook Adèle Bloemendaal en Joop Doderer vertolkten een grote rol.

## Bekende typetjes
- Willem Parel
- Nikkelen Nelis de straatzanger
- Frater Venantius

## Bekende conferences
- Opa
- De stalmeester
- Het centraalstation
- Dag man achter het loket
- De jongens
- Croquetten

## Bekende liedjes
- Aan de Amsterdamse grachten
- De kat van ome Willem
- Het dorp
- Katootje
- Margootje
- Tearoom-tango
- Zo heerlijk rustig
- Daar is de orgelman
- In een rijtuigie

## Sonneveld Voor Altijd!
In het theaterseizoen 2009/2010 draaide Sonneveld Voor Altijd!; een muzikale theatershow, geproduceerd door Noord West Productions in samenwerking met OpusOne Theaterproducties. De première was op 23 november 2009 in de Schouwburg te Amstelveen. Frits Sissing, Trudy Labij, Syb van der Ploeg, Suzan Seegers en Roberto de Groot zorgden met een liveorkest voor een voorstelling waarin Wim Sonnevelds veelzijdigheid als cabaretier en zanger centraal stond. Andere medewerkers waren:
- Jan Aarntzen - kostuum- en decorontwerp
- Eddy Habbema - regie
- Frans Schraven - choreografie

## Trivia
- Catootje stond in maart 1963 op de eerste plaats van de maandelijkse hitparade van Muziek Parade
- In 1985 plaatste de gemeente Utrecht het beeld Nikkelen Nelis van beeldhouwer en vriend Johan Jorna bij de Wim Sonneveldschool aan de Franz Schubertstraat. In 2013 is het beeld verwijderd vanwege de sloop van de school. Het werd verplaatst naar de Vleutenseweg, vlak bij het geboortehuis van de cabaretier in de J.P. Coenstraat.[6]
- Wim Sonneveld is een van de vele cabaretiers die gesampled werd op het Osdorp Posse-album Tegenstrijd (2003). Aan het begin van de track Beats en Rijms wordt zijn Huis, tuin en keukenliedje (1955) gesampled.
- In 2004 eindigde Sonneveld op de 60e plaats in de verkiezing van de grootste Nederlander.
- In het DeLaMar-theater in Amsterdam is er een theaterzaal naar hem vernoemd.
- In 2012 zond Omroep MAX de achtdelige televisieserie Moeder, ik wil bij de Revue uit. De serie, die zich afspeelt in de jaren vijftig, is genoemd naar een liedje van Sonneveld en ook in de serie werden liedjes van Sonneveld gebruikt.
- Eind 2013 ging de door Albert Verlinde Entertainment geproduceerde musical Sonneveld in première, met Tony Neef als Sonneveld en Mariska van Kolck als Conny Stuart. De regie was in handen van Eddy Habbema en het script kwam van Pieter van de Waterbeemd.
- Op 24 mei 2015 werd in Schin op Geul een door Nelly Vincken gemaakt bronzen beeld van Wim Sonneveld als Frater Venantius geplaatst aan de Breeweg.

## Wim Sonneveldprijs
Sinds 1988 wordt jaarlijks de Wim Sonneveldprijs uitgereikt aan het beste kleinkunsttalent op het Amsterdams Kleinkunst Festival.

## Discografie

### Albums
- 1956 - Ssst... Wim Sonneveld zingt - 10"-lp - PHILIPS - P 10085 R
- 1959 - Sonneveld zingt Davids - 10"-lp - PHILIPS - P 10922 R
- 1960 - My Fair Lady - 12"-lp - PHILIPS - mono P 08051 L / stereo 840 318 PY
- 1963 - Doe 'ns wat, Meneer Sonneveld - Wim Sonneveld tv Show - 10"-lp - PHILIPS - P 600 383 R
- 1965 - Een avond met Wim Sonneveld - 12"-lp - PHILIPS - P 12964 L
- 1966 - Wim Sonneveld zingt - 12"-lp - PHILIPS - XPL 655 006
- 1967 - Sonneveld op z'n best - 12"-lp - PHILIPS - 844 042 PY
- 1968 - 15 jaar op de plaat - 4 12"-lp's - PHILIPS - E72 BG 400 - 844 075/6/7/8 PY
- 1969 - Wim Sonneveld en Ina van Faassen - 12"-lp - PHILIPS - 844 088 PY
- 1969 - Wim Sonneveld en Ina van Faassen opgenomen in de kns te Gent bij de 500ste voorstelling - 12"-lp - PHILIPS - 849 003 PY
- 1970 - Conferences - 12"-lp - PHILIPS - 6314 007
- 1971 - Wim Sonneveld met Willem Nijholt en Corrie van Gorp - 12"-lp - PHILIPS - 6423 020
- 1972 - Sonneveld - 12"-lp - PHILIPS - 6423 039
- 1973 - Hoogtepunten uit de film Op de Hollandse toer - 12"-lp - PHILIPS - 6830 163
- 1974 - 24 gouden bladzijden uit Wim Sonnevelds liedjesalbum - 2 12"-lp's - PHILIPS - 6677 005
- 1974 - Willem Duys' Muziekmozaïek - 10 maart 1974 - 12"-lp - PHILIPS - 6499 990
- 1974 - Wim Sonneveld - Complete discografie - 11 12"-lp's - PHILIPS - 6641 198
- 1974 - De beste van Wim Sonneveld, Story presenteert: - 12"-lp - PHILIPS - 6830 184
- 1975 - Wim Sonneveld als Willem Parel - Rood met een goud randje 1 - 12"-lp - VARAgram - 42 / 6810 755
- 1976 - 24 gouden bladzijden uit Sonnevelds liedjesalbum, Deel 2 - 2 12"-lp's - PHILIPS - 6677 060
- 1977 - Cabaret - vandaag gisteren morgen 2 - Wim Sonneveld - 12"-lp - PHILIPS - 9286 788
- 1978 - Cabaret Wim Sonneveld - Historische theateropnamen 1948-1959 - 2 12"-lp's - PHILIPS - 6629 009
- 1978 - Het beste van Wim Sonneveld - Liedjes en conferences - 2 12"-lp's - PHILIPS - 6629 014
- 1979 - Nog niet eerder uitgebrachte opnamen uit de VARA-radio-serie Haal het doek maar op - 12"-lp - PHILIPS - 6410 766
- 1981 - 16 gouden bladzijden uit Wim Sonnevelds conferencealbum - 2 12"-lp's - PHILIPS - 6624 052
- 1982 - Wim Sonneveld - 12"-lp - PHILIPS - 6375 466
- 1983 - Wim Sonneveld - 12"-lp - PHILIPS - 812 344 1
- 1984 - Ter herinnering aan Wim Sonneveld (1917-1974) - 2 12"-lp's - PHILIPS - 818 693 1
- 1984 - Daarom breng ik bloemen voor je mee - Liedjes en conferences uit zijn cabaretprogramma's Waar de blanke top (1955) en Huis, tuin en keuken (1956) - 12"-lp - VARAGRAM - 4166
- 1984 - Liedjes en conferences - cd - PHILIPS - 824 445 2
- 1985 -  'n Herinnering aan Wim Sonneveld - 2 12"-lp's - ARCADE - ADEH 188
- 1987 - De 20 mooiste liedjes - cd - PHILIPS - 832 339 2
- 1989 - Discografie - 7 cd's - MERCURY - 838 466 2
- 1994 - Haal het doek maar op - Hoogtepunten uit zijn theatershows - 2 cd's - MERCURY - 522 432 2
- 1998 - Het dorp - cd - ROTATION - 558 513 2
- 1999 - Nikkelen Nelis - cd - ROTATION - 546 563 2
- 1999 - Wim Sonneveld voor altijd - 3 cd's - NIKKELEN NELIS - NN 500 300 2
- 1999 - Wim Sonneveld op de radio - cd - VARAGRAM - 847 424 2
- 2000 - The star collection - cd - UNIVERSAL - 548 111 2
- 2000 - Het beste van Wim Sonneveld - 2 cd's - MERCURY - 542 404 2
- 2002 - Tearoom-tango - 2 cd's - ROTATION - 666 392
- 2005 - Wim Sonneveld op zijn best - 2 dvd's - Universal - 983 665 5
- 2009 - De keuze van Annie de Reuver - cd - WETON WESGRAM - NN 019

### Singles
- 1953 - Elle était douce / Matelot - 78rpm-10"-single - PHILIPS - P 17161 H
- 1954 - Daar is de orgelman (Het lied van Willem Parel) / Een Cent - 78rpm-10"-single - PHILIPS - P 17294 H
- 1955 - De wonderen zijn de wereld nog niet uit (uit Joop Geesinks productie Het wonderlijke leven van Willem Parel) / Poen! - 78rpm-10"-single - PHILIPS - P 17403 H
- 1956 - De koningin van Lombardije / Marjolijne - 78rpm-10"-single - PHILIPS - P 17695 H
- 1957 - Sonneveld zingt: Van muizen, mensen en ... - MUSICARD
- 1958 - Wim Sonneveld zingt...: ik heb zo vaak aan Amsterdam gedacht & Huis-, tuin- en keukenliedje / Ik ben m'n petje kwijt (Waar is m'n petje?) & Thérèse - 7"-ep - PHILIPS - 422 246 PE
- 1958 - Verliefd op juffrouw Van Dam & Marjolijne / De koningin van Lombardije & Liedje met bloemen - 7"-ep - PHILIPS - 422 292 PE
- 1960 - Aan de Amsterdamse grachten / Carolientje (Uit Rim Ram) - 7"-single - PHILIPS - 318 357 PF
- 1960 - Sonneveld zingt Davids: Week-end in Scheveningen & Het hondje van Dirkie / Naar buiten & Weet je nog wel oudje - 7"-ep - PHILIPS - 422 474 PE
- 1961 - Het hondje van Dirkie / Weet je nog wel oudje - 7"-single - PHILIPS - 318 548 PF
- 1961 - Een cent / Verliefd op juffrouw Van Dam - 7"-single - PHILIPS - 318 632 PF
- 1962 - Een zwoele nacht in Krimpen aan de IJssel / Zo heerlijk rustig - 7"-single - PHILIPS - 318 828 PF
- 1962 - Wim Sonneveld interviewt Godfried Bomans / Mijn discotheek - 7"-single - CCGC - PR 300
- 1962 - Aan de Amsterdamse grachten: Aan de Amsterdamse grachten & Carolientje (Uit Wim Sonnevelds cabaret Rim Ram) / Daar is de orgelman (Het lied van Willem Parel) & Een cent - 7"-ep - PHILIPS - 433 127 PE
- 1962 - Zo heerlijk rustig: Een zwoele nacht in Krimpen aan de IJssel & Luchtkastelen / Huis-, tuin- en keukenliedje & Zo heerlijk rustig - 7"-ep - PHILIPS - 433 138 PE
- 1962 - Wiege-walsje voor de zakenman - 7"-FD - Blikman & Sartorius -
- 1963 - Catootje / Drie schuintamboers - 7"-single - PHILIPS - 314 064 RF
- 1964 - Frater Venantius, Deel 1 / Frater Venantius, Deel 2 - 7"-single - CCGC - P 600
- 1965 - Het Spaanse graan (The rain in Spain) / Ik voel, dat ik haar mis (I've grown accustomed to her face) - 7"-single - PHILIPS - JF 327 797
- 1965 - Margootje / Annemarie - 7"-single - PHILIPS - JF 327 934
- 1965 - Er was eens 'n tuinder in Amstelveen / Maria kwam er te Bethlehem aan - 7"-single - PHILIPS - JF 327 941
- 1965 - Nikkelen Nelis / Ome Thijs - 7"-single - PHILIPS - JF 327 948
- 1965 - Kerstmis... Oud en nieuw: Nu zijt wellekome & Er is een Kindeke geboren / Maria kwam er te Bethlehem aan & Er was eens een tuinder in Amstelveen - 7"-ep - PHILIPS - 433 312 PE
- 1966 - Een avond met Wim Sonneveld: Kroketten (conference) / Dag man, achter het loket (conference) - 7"-ep - PHILIPS - 433 322 PE
- 1966 - Tearoom-tango / Gerrit - 7"-single - PHILIPS - JF 327 969
- 1966 - Uit een avond met Wim Sonneveld: Tearoom-tango & Nikkelen Nelis / Margootje & Gerrit - 7"-ep - PHILIPS - 433 337 PE
- 1967 - Een extra kick van Wim Sonneveld 1: Pim de pompbediende - 7"-single - GULF - 110 922 F
- 1967 - Een extra kick van Wim Sonneveld 2: Pim de pompbediende - 7"-single - GULF - 110 923 F
- 1967 - Een extra kick van Wim Sonneveld 3: Pim de pompbediende - 7"-single - GULF - 110 924 F
- 1967 - Het lied van zwarte Leentje / Onze kat - 7"-single - PHILIPS - JF 333 870
- 1967 - Het hondje van Dirkie / Naar buiten - 7"-single - PHILIPS - JF 333 905
- 1968 - De kat van ome Willem / Op de step - 7"-single - PHILIPS - JF 333 946
- 1968 - Mooi Amsterdam / Kobie - 7"-single - PHILIPS - JF 333 960
- 1969 - Josefien / Deze vrouw - 7"-single - PHILIPS - JF 336 045
- 1970 - Het dorp / Wat moet ik doen zonder jou - 7"-single - PHILIPS - 6012 019
- 1971 - Moeder, ik wil bij de revue / De appelboom (Le chevalier de Paris) - 7"-single - NIEUWE REVU - 6802 017
- 1972 - Het dorp / Deze vrouw - 7"-single - PHILIPS - 6012 260
- 1972 - Josefien / Loflied op Dora - 7"-single - PHILIPS - 6012 261
- 1973 - Stalmeester / Moeder, ik wil bij de revue - 7"-single - PHILIPS - 6012 306
- 1974 - Waar benne de bene / Nooit meer stil - 7"-single - PHILIPS - 6012 396
- 1974 - Het dorp / Zo heerlijk rustig - 7"-single - PHILIPS - 6012 433
- 1982 - Het dorp / Aan de Amsterdamse grachten - 7"-single - PHILIPS - 6017 268

## Hitlijsten

### Albums
| Album met eventuele hitnotering(en) in de Nederlandse Album Top 100 | Datum van verschijnen | Datum van binnenkomst | Hoogste positie | Aantal weken | Opmerkingen                           |
| ------------------------------------------------------------------- | --------------------- | --------------------- | --------------- | ------------ | ------------------------------------- |
| Wim Sonneveld, Willem Nijholt & Corrie van Gorp                     | 1971                  | 16 oktober 1971       | 9               | 7            | met Willem Nijholt en Corrie van Gorp |
| Muziek Mozaïek, 10 maart 1974                                       | 1974                  | 30 maart 1974         | 1(4wk)          | 11           | met Willem Duys                       |
| Complete discografie                                                | 1974                  | 5 oktober 1974        | 24              | 16           | Verzamelalbum                         |
| De beste van Wim Sonneveld                                          | 1974                  | 9 november 1974       | 7               | 11           | Verzamelalbum                         |
| Het beste van Wim Sonneveld                                         | 1979                  | 24 februari 1979      | 24              | 21           | Verzamelalbum                         |
| Een herinnering aan Wim Sonneveld                                   | 1985                  | 2 november 1985       | 50              | 13           | Verzamelalbum                         |
| Haal het doek maar op                                               | 1994                  | 21 mei 1994           | 39              | 5            | Verzamelalbum                         |
| Voor altijd                                                         | 1999                  | 10 april 1999         | 32              | 9            | Verzamelalbum                         |
| Zijn 100 beste liedjes van A tot Z                                  | 2010                  | 18 december 2010      | 50              | 2            | Verzamelalbum                         |

### Singles
| Single met eventuele hitnotering(en) in de Nederlandse Top 40 | Datum van verschijnen | Datum van binnenkomst | Hoogste positie | Aantal weken | Opmerkingen         |
| ------------------------------------------------------------- | --------------------- | --------------------- | --------------- | ------------ | ------------------- |
| Frater Venantius                                              | 1965                  | 16 januari 1965       | 10              | 15           |                     |
| Tearoom-tango                                                 | 1966                  | 26 maart 1966         | 11              | 12           |                     |
| De kat van Ome Willem                                         | 1968                  | 2 maart 1968          | 2               | 10           |                     |
| Mooi Amsterdam                                                | 1968                  | 23 maart 1968         | tip             | -            | met Willy Alberti   |
| In een rijtuigje                                              | 1968                  | 23 maart 1968         | 12              | 6            | met Leen Jongewaard |
| Het dorp                                                      | 1974                  | 18 mei 1974           | 27              | 5            |                     |

### Dvd's
| Dvd met hitnotering(en) in de Nederlandse DVD Music Top 30 | Datum van verschijnen | Datum van binnenkomst | Hoogste positie | Aantal weken | Opmerkingen |
| ---------------------------------------------------------- | --------------------- | --------------------- | --------------- | ------------ | ----------- |
| Zijn beste liedjes & conferences                           | 2013                  | 19 oktober 2013       | 13              | 31           |             |

### NPO Radio 2 Top 2000
| Nummers met noteringen in de NPO Radio 2 Top 2000 | '99  | '00  | '01  | '02  | '03 | '04 | '05 | '06 | '07 | '08 | '09 | '10 | '11 | '12 | '13 | '14 | '15 | '16 | '17 | '18 | '19 | '20 | '21 | '22 | '23 | '24 |
| ------------------------------------------------- | ---- | ---- | ---- | ---- | --- | --- | --- | --- | --- | --- | --- | --- | --- | --- | --- | --- | --- | --- | --- | --- | --- | --- | --- | --- | --- | --- |
| Het dorp                                          | 36   | 32   | 39   | 38   | 48  | 47  | 44  | 29  | 53  | 42  | 40  | 40  | 57  | 69  | 36  | 39  | 45  | 55  | 62  | 64  | 25  | 47  | 54  | 56  | 55  | 57  |
| Margootje                                         | 1203 | 1619 | 1580 | 1962 | -   | -   | -   | -   | -   | -   | -   | -   | -   | -   | -   | -   | -   | -   | -   | -   | -   | -   | -   | -   | -   | -   |
| Tearoom-tango                                     | -    | -    | 1437 | 1779 | -   | -   | -   | -   | -   | -   | -   | -   | -   | -   | -   | -   | -   | -   | -   | -   | -   | -   | -   | -   | -   | -   |

1. ↑  Een '-' betekent dat het nummer niet was genoteerd en een vetgedrukt getal geeft de hoogste notering van een nummer aan.

## Fotogalerij

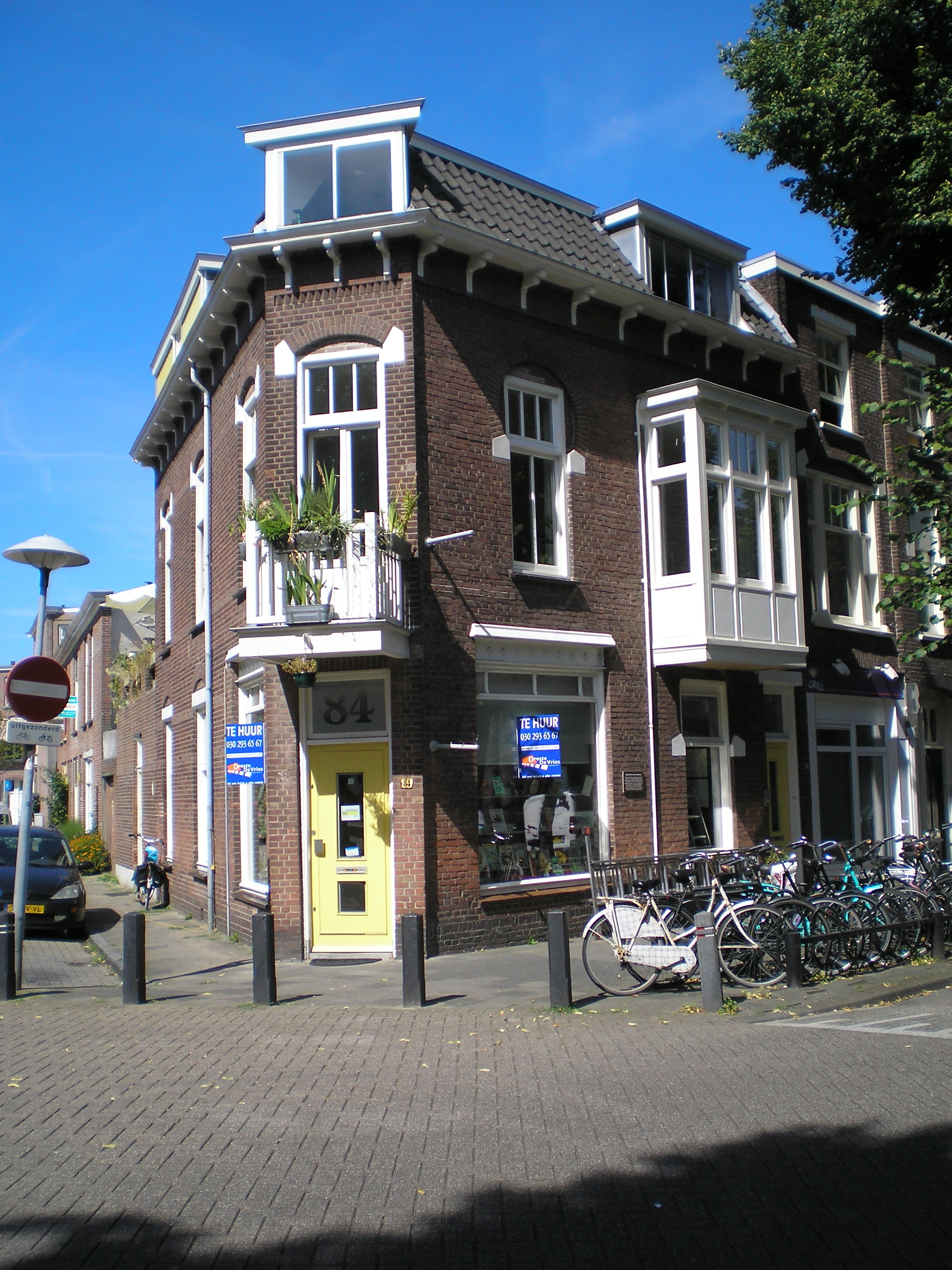
Geboortehuis van Wim Sonneveld aan de Jan Pieterszoon Coenstraat 84 te Utrecht
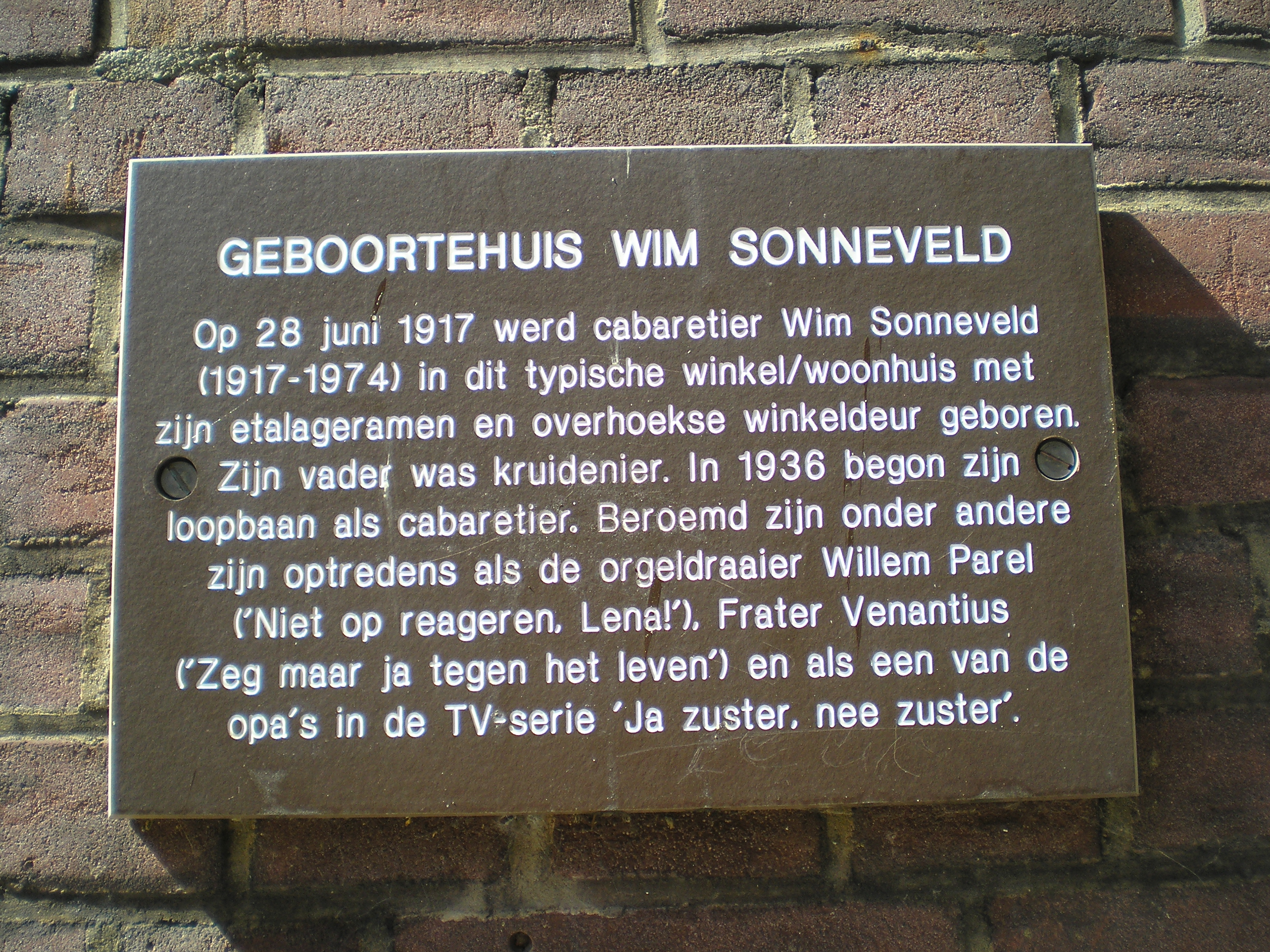
Gedenkplaat aan de Jan Pieterszoon Coenstraat 84, geboortehuis van Wim Sonneveld
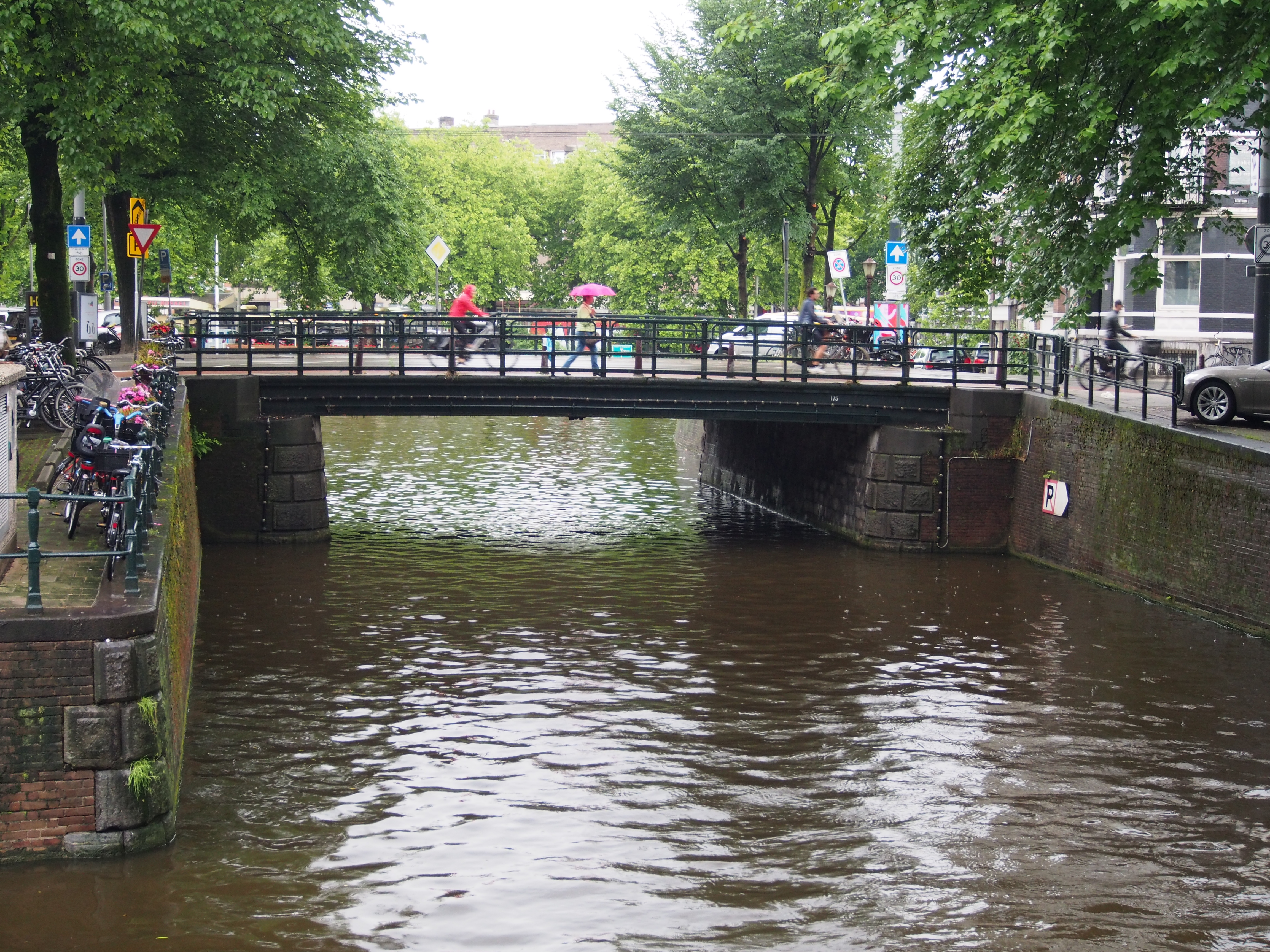
Wim Sonneveldbrug in Amsterdam, in 2016 naar hem vernoemd

## Onderscheiding
- Ridder in de Orde van Oranje-Nassau (1966).[8]